# Comercio pomor

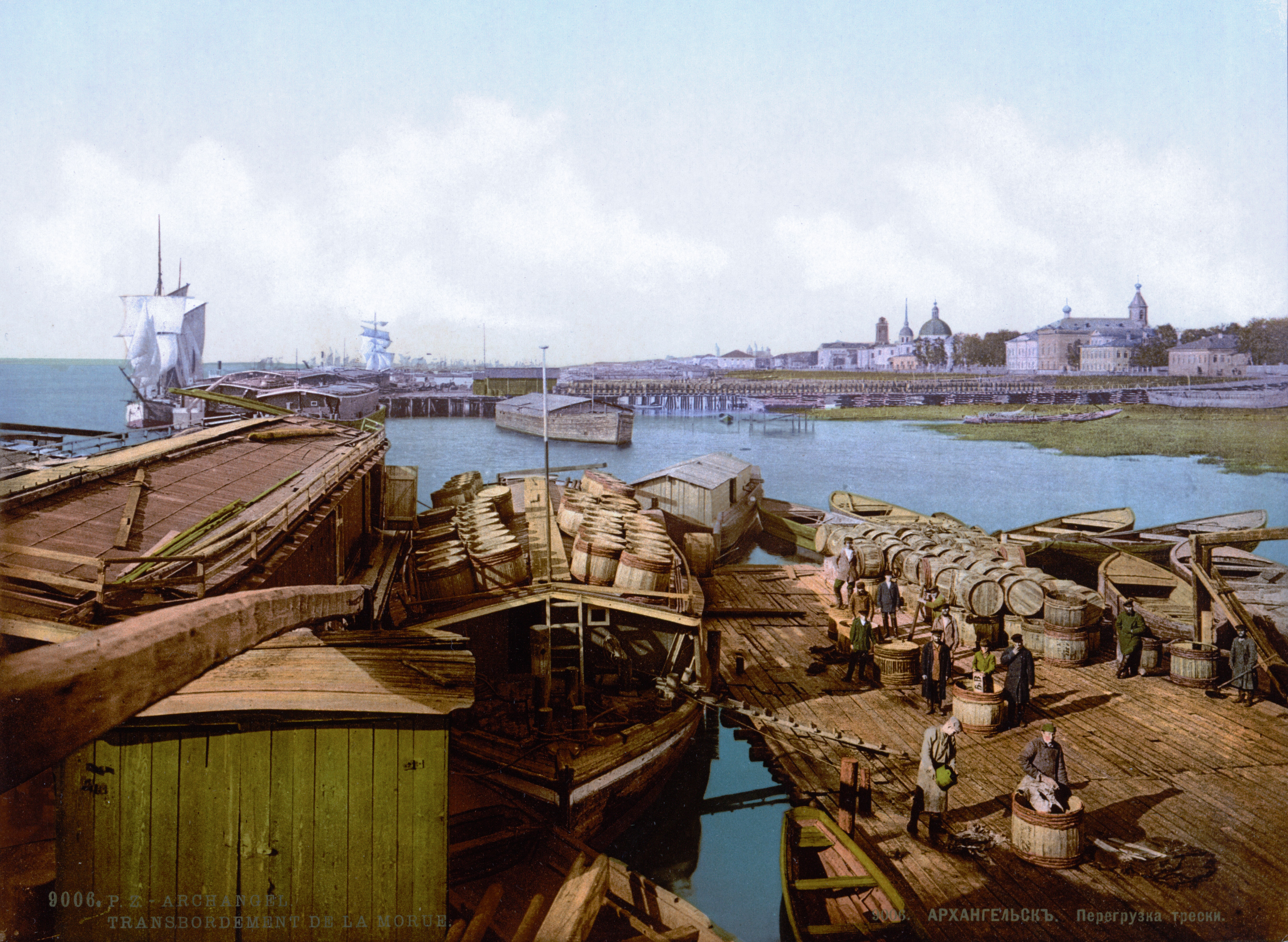
El puerto de Arcángel en 1896, en la cima del comercio pomor.

El comercio pomor (del ruso: Поморье, Pomor'e; po «cerca de» y more «océano»; «área cerca del océano») es el comercio llevado a cabo entre los pomor del noroeste de Rusia y los pueblos situados a lo largo de la costa de Noruega del Norte, llegando tan al sur como Bodø. El comercio tuvo lugar entre 1740 hasta la Revolución rusa de 1917.
El comercio comenzó como un trueque entre los pueblos de la región, comerciando grano de Rusia a cambio de pescado del norte de Noruega, principalmente. Con el tiempo, se desarrolló, convirtiéndose en un negocio a cambio de dinero. De hecho, el rublo fue usado como divisa en varios lugares de la Noruega norte. Tanto para los rusos como para los noruegos este comercio fue de gran importancia. El comercio se llevaba a cabo desde las costas del mar Blanco y la península de Kola, navegando a asentamientos y puestos comerciales a lo largo de la costa del norte de Noruega. Los pomor eran habilidosos comerciantes y navegantes, e hicieron exploraciones en otras áreas alrededor del mar Blanco. Además de su comercio hacia el oeste, establecieron una ruta comercial hacia el este, más allá de los Urales hacia la Siberia norte.

## Comercio entre los países desde la época vikinga

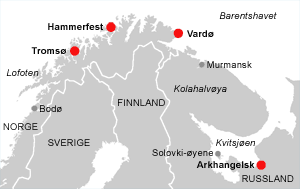
Mapa con las principales ciudades del comercio pomor.

El comercio entre los rusos y la gente de Noruega septentrional tiene una larga historia, es conocido desde la época vikinga. Los rusos comerciaban a través del principado de Nóvgorod con los pueblos lapones en el norte de Noruega desde la Edad Media hasta principios del siglo XVII. En primavera y principios de verano, los comerciantes compraban y embarcaban productos de la industria pesquera del norte de Noruega hacia el sur, hacia Trondheim y Bergen (principalmente bacalao seco). Las seis semanas que van del 10 de julio al 20 de agosto, eran conocidas como el «tiempo del gusano», ya que estas conservas eran difíciles de mantener en verano y no había mercados más al sur para el pescado, de modo que los rusos aprovecharon la ocasión. Navegaban al oeste en este período para comprar pescado, tanto desecado como salado (o lo salaban ellos en las bodegas de los barcos). Había demanda de pescado en Rusia debido a los frecuentes días de ayuno de la Iglesia Ortodoxa rusa, cuando sólo podían comer pescado o vegetales. El pescado era embarcado hacia Arcángel, que también era el puerto de salida del grano hacia el norte de Noruega. Otros puertos de intercambio en el mar Blanco eran Kem y Onega, y otros más pequeños como Suma, Kolisma, Solotiza, Mudjunga, Saroka y Sjuja.
Desde 1740 el comercio pomor germinó en el área septentrional de Noruega, y desde 1770 los pomor llegaban anualmente con harina de centeno barata (que en Noruega es llamada «harina rusa») y harina de trigo. Este grano era transportado desde las zonas de producción del interior de Rusia (alrededor del río Volga). En Noruega norte este comercio era esencial en muchos períodos para la supervivencia. En el siglo XVIII hubo en varias ocasiones malas cosechas en Noruega, lo que generó hambrunas. Por ejemplo, el precio en Bergen del centeno se multiplicó por cinco en treinta años. Así, el comercio pomor se convirtió en un factor de alta importanca para el suministro de comida, permitiendo a los pescadores adquirir grano a buen precio grano y harina, y exportar sus capturas veraniegas. Se podía regatear con los pomor, no había intermediarios que incrementaran el precio, y no tenían que pagar impuestos o tasas aduaneras a Noruega por el comercio. De modo que el comercio comenzó a diversificarse hacia otros productos alimenticios como avena, sal, guisantes, carne o lácteos. Otras mercancías útiles eran también transportadas, como hierro, madera, brea, corteza de abedul, velas, potes, cáñamo, cuerda y lienzos. También llevaban objetos de lujo como caramelo, jabón, porcelana y tallas de madera. En su camino de regreso los pomor cargaban sus buques con pescado de diversos tipos, principalmente bacalao, abadejo, fletán y eglefino.

## Regulación del comercio pomor

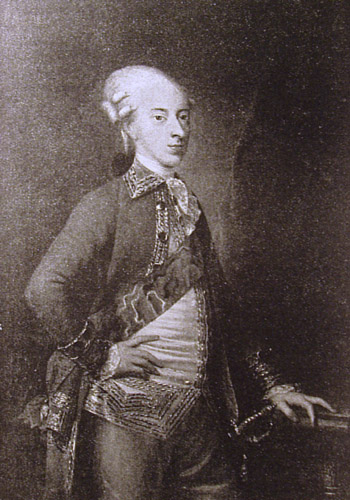
El rey Cristián VII (1749-1808) otorgó a Vardø, Hammerfest y Tromsø estatus de villa con el fin de regular mejor el comercio pomor.

Haakon V de Noruega prohibió a los extranjeros comerciar con el norte de Noruega en 1316. Hasta la Reforma Protestante de 1537 el comercio entre el norte de Noruega y la Liga Hanseática en Bergen era controlado por el arzobispo de Trondheim. A mediados del siglo XVI los privilegios del comercio pasaron a ciudadanos de Bergen y Trondheim, que obtuvieron el monopolio. Hay informes de rusos comerciando ilegalmente en esa zona desde finales del siglo XVII. Los noruegos que comerciaran con rusos podían ser penalizados por la negativa de los mercaderes noruegos de suministrarles productos para el invierno. El monopolio sobre el comercio se levantó en 1715. Más tarde en el mismo siglo se intentó centralizar el comercio en manos del rey y de casas comerciales de Copenhague. En 1783 el gobierno de Copenhague decidió que el comercio pomor se llevara a cabo con comerciantes de Finnmark, y que el norte de Noruega se abastecería con grano y otras mercancías de Rusia, en lugar de con las de Dinamarca.
El libre comercio se estableció en 1789. Vardø y Hammerfest en Finnmark recibieron el estatus de villa, y los comerciantes locales obtuvieron privilegios comerciales. Vardø creció y se convirtió en la ciudad más importante en cuanto al comercio pomor. El puerto de Vardø llegaba a tener amarrados alrededor de cien buques rusos simultáneamente, y contaba con un consulado ruso. Tromsø obtuvo el estatus de villa y privilegios de comercio en 1794, otorgándose a los pomor el monopolio del comercio con la región de Troms. A principios del siglo XIX, el comercio pomor fue legalizado más al sur, hasta Lofoten. El comercio directo con los pescadores era ilegal, debía de centrarse únicamente a los mercaderes. Esta nueva situación, significaba una restricción para los pescadores, ya que hasta 1789 el gobierno noruego había hecho la vista gorda respecto a estos tratos directos. El mantener esta norma resultó difícil. En 1796, se permitió a los pescadores de Finnmark hacerlo únicamente durante el «tiempo de los gusanos». En 1839 a los pescadores de Troms se les permitió comerciar directamente per sólo en cuatro puntos del condado. Por otro lado, a los pescadores de Lofoten y Vesterålen se les levantó la restricción.
Durante las guerras napoleónicas de principios del siglo XIX, el Reino Unido de Gran Bretaña e Irlanda impuso un embargo comercial al Reino de Dinamarca y Noruega. En este periodo, el comercio con los pomor fue vital para el norte de Noruega. Debido a las hambrunas, en 1809 se publicó un decreto que legalizaba el comercio directo entre pescadores y pomor durante la guerra. El Reino Unido formó un bloqueo naval a lo largo de la costa noruega, de modo que varios barcos rusos fueron asaltados por los ingleses, y muchos otros no pudieron navegar más allá de Finmark oriental. Los noruegos, en respuesta a ello, fortificaron importantes puertos y formaron una guardia costera, dentro de la cual en 1810 se formó el Finnmarkseskadren («escuadrón de Finnmark»), que hizo posible que se mantuviera el comercio con los pomor en los próximos años.

## Época dorada y abandono de la ruta

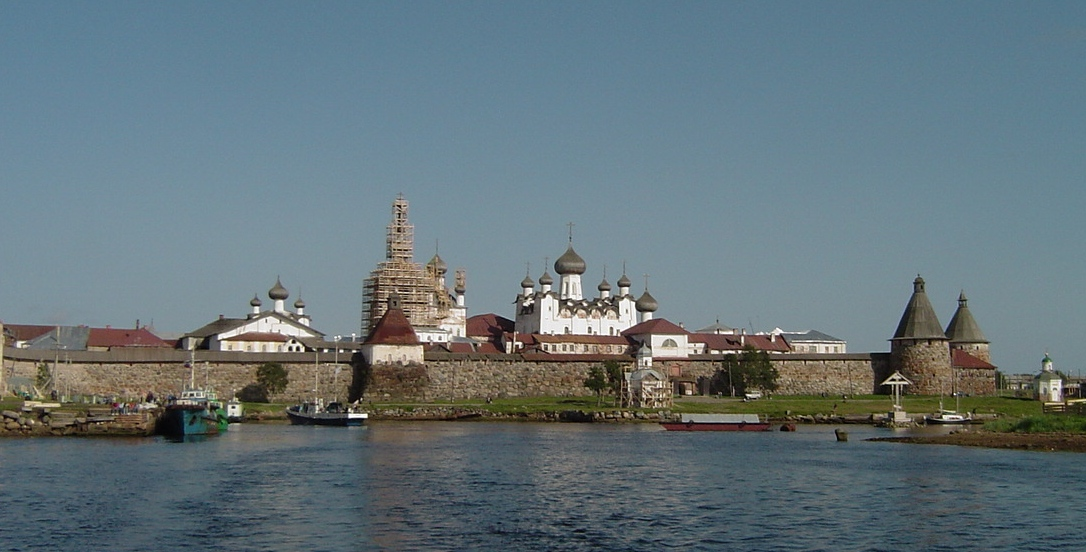
El monasterio de Solovetsky poseía barcos a vapor que participaban en el comercio pomor.

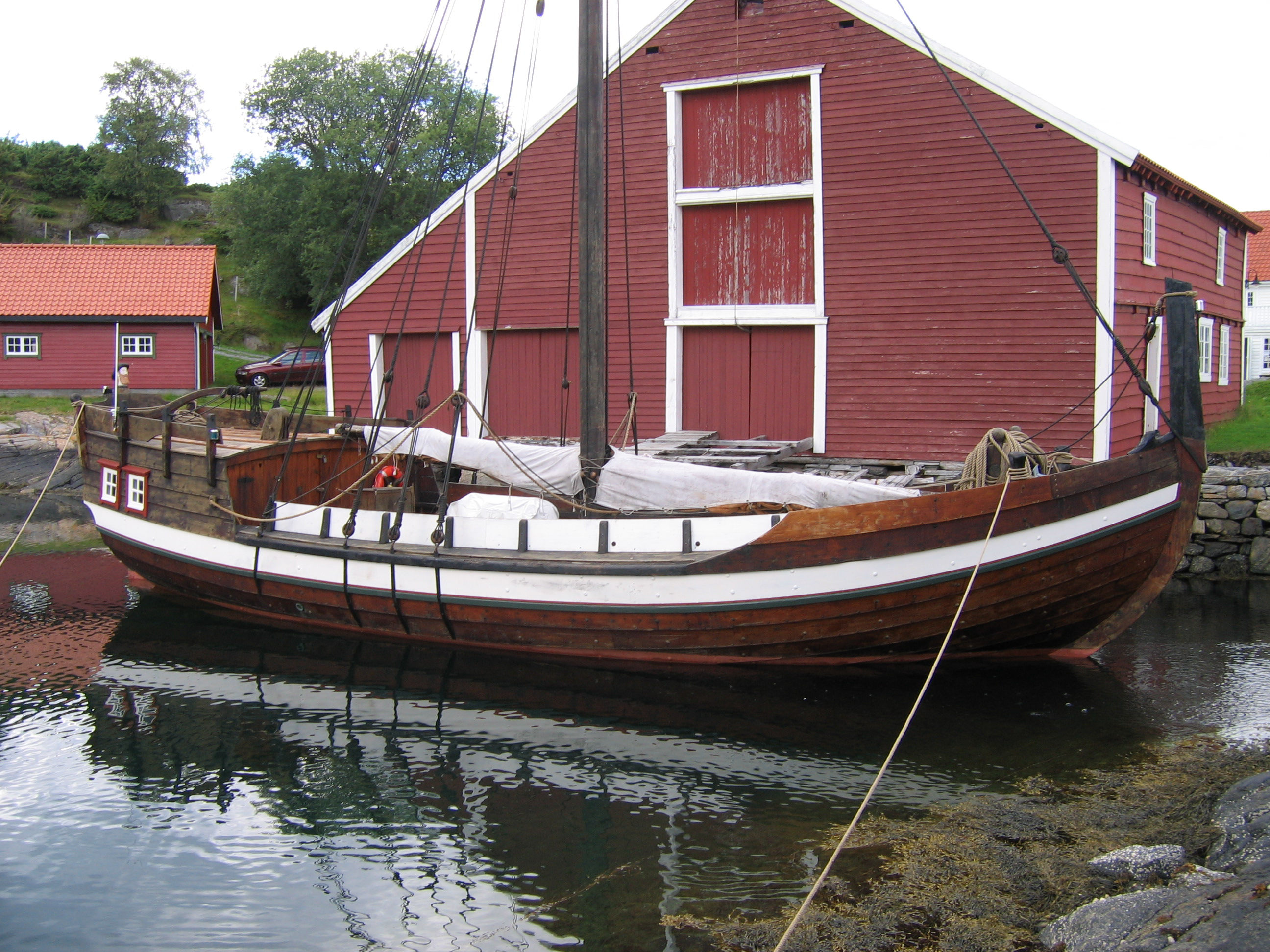
Jekt noruego, un tipo de buque común en Noruega, utilizado también por los pomor (Foto: Silje L. Bakke).

Más tarde en el siglo XIX, el norte de Noruega experimentó una recuperación económica, con mejoras en las comunicaciones con el sur y el establecimiento de una ruta costera de barcos de vapor . La necesidad de importaciones de grano disminuyeron. De todos modos el comercio pomor se incrementó, alcanzando su edad de oro en los últimos años del siglo. Los privilegios comerciales se retiraron en 1870, extendiéndose el período de comercio. En 1874 el comercio se efectuaba entre el 15 de junio y el 30 de septiembre, más o menos la época en que el mar Blanco está libre de hielos. Una razón importante para el incremento sustancial del comercio fue la legalización del comercio directo con los pescadores. También se incrementaron los lugares que servían como puesto comercial.
Los pomor modernizaron sus barcos en este periodo. Los lodje (palabra noruega) desaparecieron en la década de 1880, siendo sustituidos por goletas, jekts y galeazas. El monasterio de Solovetsky, en las islas Solovetski, en el mar Blanco, era el centro religioso de los pomor. El monasterio poseía grandes propiedades alrededor de este mar, y entre sus actividades estaban la construcción de buques, salinas y secaderos de pescado. Contaba también con varios barcos de vapor que participaban en el comercio a principios del siglo XX.
En 1870, 400 barcos de los pomor visitaron Tromsø. Normalmente alrededor de 300 barcos (unos 2.000 tripulantes) visitaban anualmente el norte de Noruega. En 1900, Rusia era el cuarto socio comercial de Noruega, siendo la harina de centeno todavía el principal bien comerciado. Después de 1910, se comerciaba menos harina, siendo pagado el pescado con dinero. Durante la Primera Guerra Mundial, las regulaciones rusas a las exportaciones cambiaron, limitando el comercio pomor. Del mismo modo, hay que tener en cuenta en el pánico a los submarinos alemanes. Tras la revolución rusa de 1917, el comercio cesó, con efectos negativos en la economía del norte de Noruega, especialmente para los asentamientos costeros, ya que los pescadores ya no podían vender sus capturas estivales. Ocasionalmente, algún buque pomor llegaba a la costa noruega tras el fin oficial del comercio.

## Más que enlaces comerciales

Las mujeres pomor pueden haberse vestido de esta manera. En esta foto se muestran jóvenes de Kirilov, al sur de Arcángel (ca. 1915).

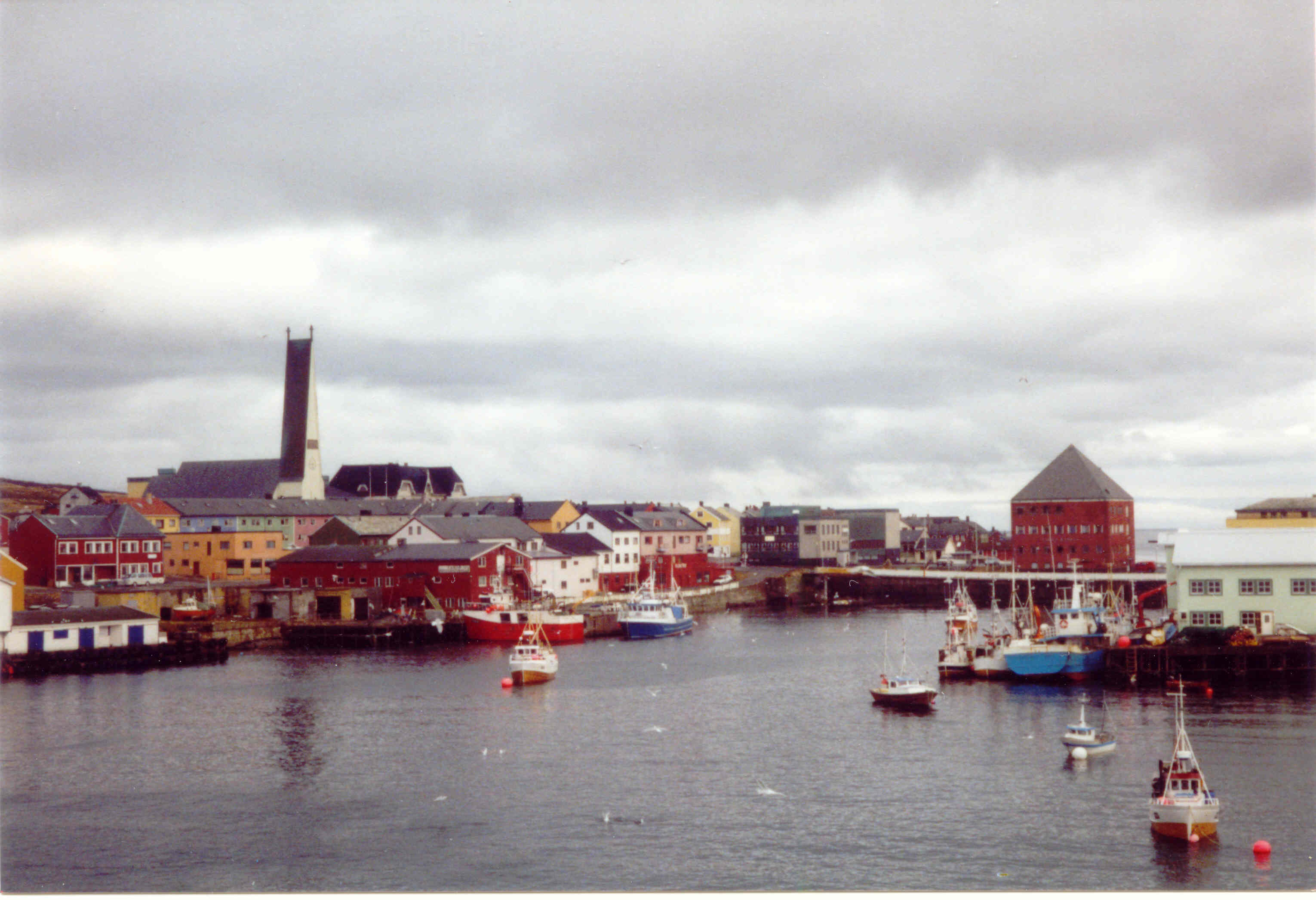
Vardø llegó a ser la «capital pomor» de Noruega.

Alrededor de la década de 1830, empezó a tomar forma un lenguaje pidgin entre los noruegos y los rusos, el Russenorsk. Los noruegos pensaban que estos hablantes hablaban ruso, y los rusos pensaban que hablaban en noruego. Los mercaderes noruegos empezaron a enviar a sus hijos a estudiar en Arcángel, lo que hizo que este idioma perdiera algo de su forma mestiza
La mayoría de los grandes puestos comerciales en la costa y en los fiordos del norte de Noruega que emergieron en el siglo XIX son fruto del comercio con los pomor. El comercio trajo otras relaciones, por ejemplo hizo que los rusos establecieran un servicio regular de vapores en 1875 de Vardø a Arcángel. Este servicio fomentó el turismo ruso y el traslado de trabajadores temporales a Finnmark. La gente del norte de Noruega tuvo acceso a otra cultura: el beber té hecho en un samovar, las canciones, las coloridas indumentarias de las mujeres rusas y la hospitalidad de las cabinas de los capitanes pomor. A menudo, los barcos visitaban el mismo lugar año tras año, por lo que los noruegos debían conocer al capitán y su tripulación. Los rusos y el comercio con ellos eran tenidos en gran estima en el norte de Noruega y tenían fama de que se podía confiar en ellos.